# Ioan Montan
Ioan Montan (n. 1882, Oradea, județul Bihor– d. 1962) a fost un deputat în Marea Adunare Națională de la Alba Iulia, organismul legislativ reprezentativ al „tuturor românilor din Transilvania, Banat și Țara Ungurească”, cel care a adoptat hotărârea privind Unirea Transilvaniei cu România, la 1 decembrie 1918 :p. 89.

## Biografie
A fost redactor la Tribuna și Românul din Arad, iar după 1918 la Renașterea română din Sibiu. În timpul războiului a fost locotenent în Garda Națională Română a Comitatului Arad :p. 89.  

## Activitatea politică
Ca deputat în Adunarea Națională din 1 decembrie 1918, Ioan Montan a fost delegat al Gărzii Naționale Române din Comitatul Arad :p. 89.